# Roadhouse Blues
 Roadhouse Blues  (укр. Блюз пришляхового трактиру) — це пісня каліфорнійського гурту «The Doors», заглавний трек з їхнього п'ятого студійного альбому «Morrison Hotel». Альбом вийшов 1 лютого 1970 року, а в березні фірма Elektra видала і сингл з цього альбому «You Make Me Real / Roadhouse Blues».
У Америці сингл досяг тільки 50 місця в чарті «Billboard Hot 100» через невдалого вибору сторони А, але Roadhouse Blues став візитною карткою групи на всіх її численних виступах. Концертна версія пісні потрапила на альбоми An American Prayer (Американська молитва, 1978), виданому після розпаду групи. Ця ж версія, яку рок-оглядач Джек Фіні назвав «можливо, одне з найкращих "живих" виконань взагалі», потрапила й на інші альбоми The Doors - Greatest Hits (суперхітом, 1980) і «живий» двійник In Concert (1991).
Але після успіху пісні «Електра» випустила в тому ж році в Європі аж три варіанти синглів, поставивши пісню на сторону А: Roadhouse Blues / Blue Sunday - в Англії, Roadhouse Blues / Waiting For The Sun - у Франції і Roadhouse Blues / Land Ho ! - В Італії.